# Mitgift

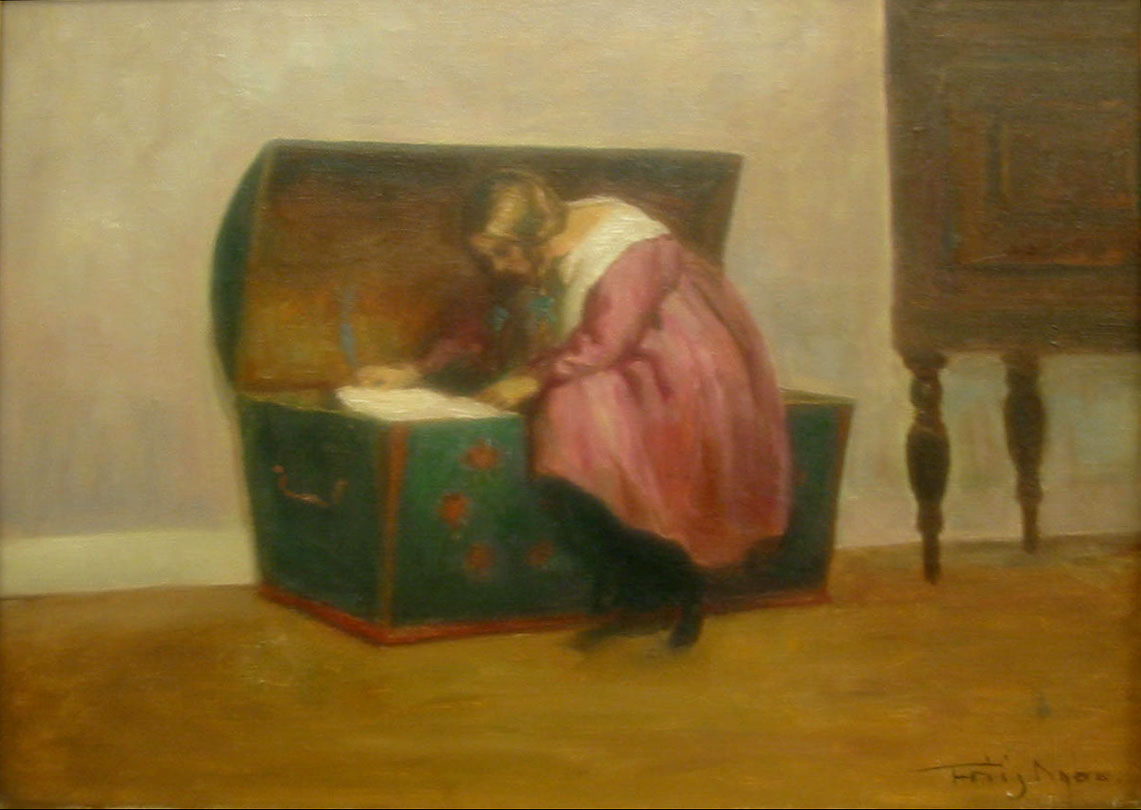
Mädchen an seiner Aussteuertruhe (um 1930)

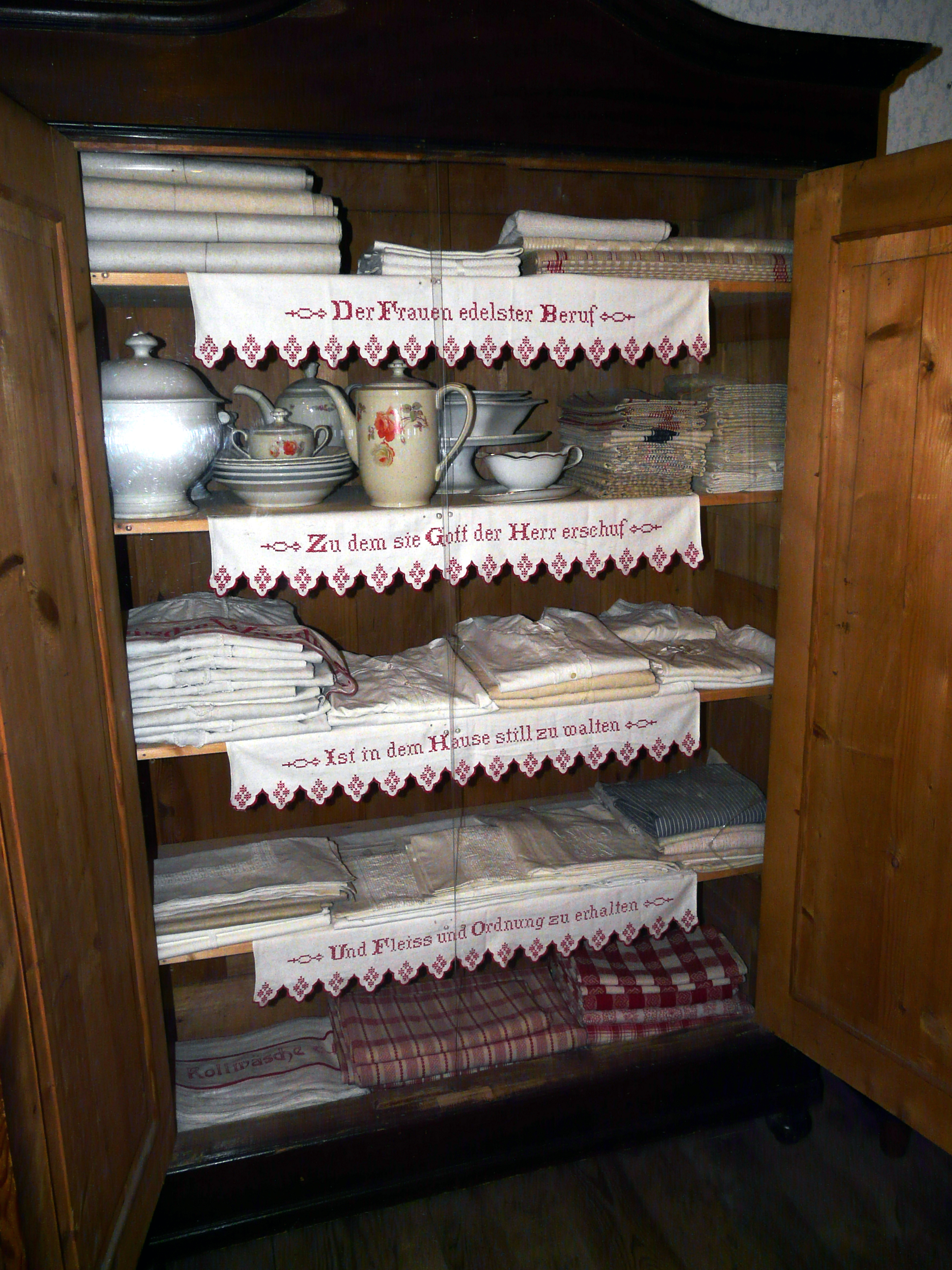
Aussteuerschrank, mit Stickereien verziert (Deutsches Schuhmuseum Hauenstein)

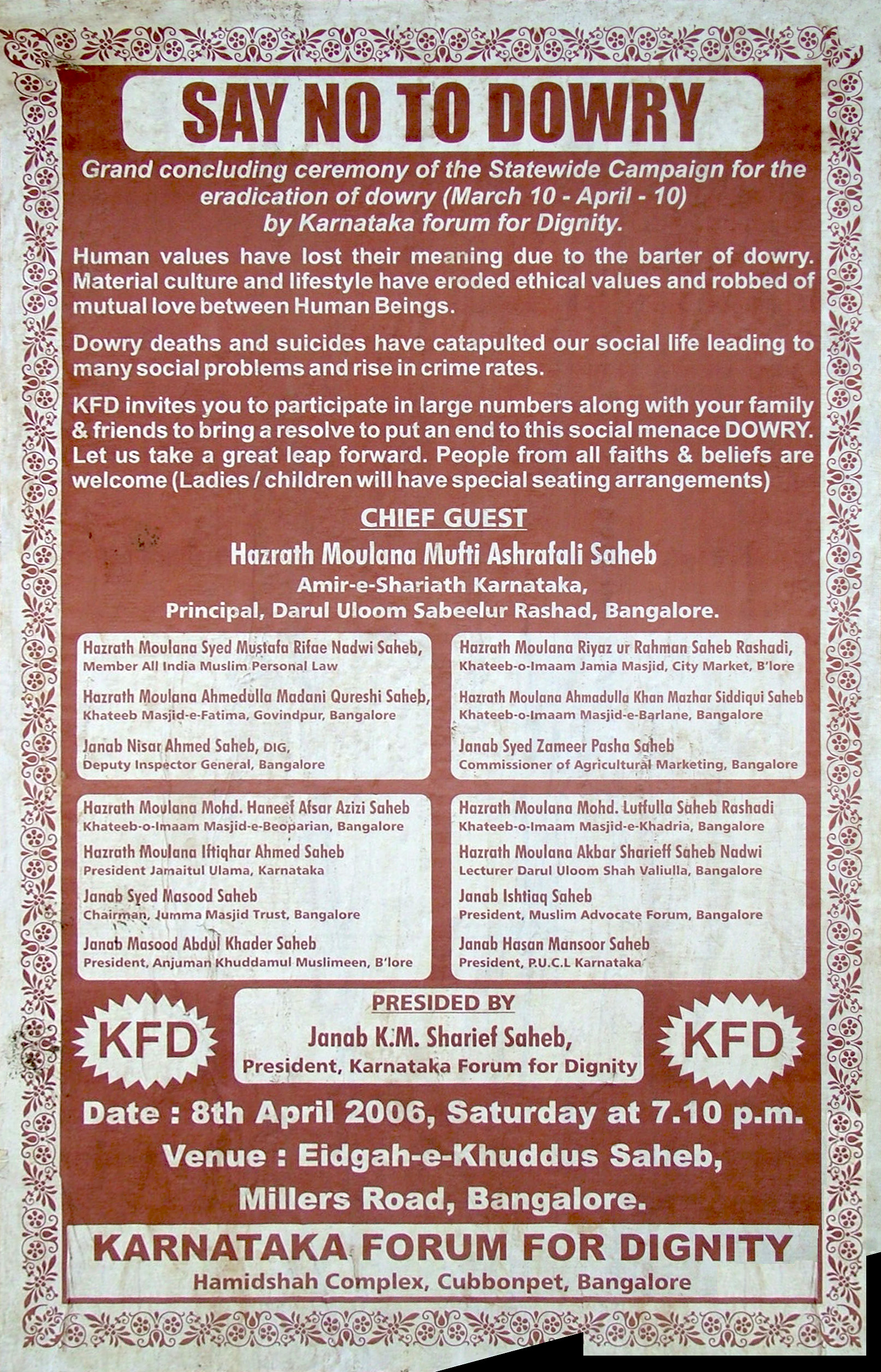
Plakataufruf „Sag Nein zur Mitgift!“ in der indischen Stadt Bengaluru (2006)

Mitgift (von mittelhochdeutsch mitegift „das Mitgegebene“) oder Aussteuer (auch Heiratsgut, früher Heimsteuer) bezeichnet Vermögen in Form von Gütern und Hausrat, die eine Braut mit in die Ehe bringt. Die Mitgift ist eine kulturell festgelegte Form des Gabentausches anlässlich einer Heirat. Sie wird vom Vater der Braut (oder ihrer Verwandtschaftsgruppe) an den Vater des Bräutigams (oder seine Verwandtschaftsgruppe) oder direkt an das Ehepaar übergeben.
In Deutschland war es bis ins späte 20. Jahrhundert üblich, dass junge Frauen bis zum Zeitpunkt ihrer Heirat eine Grundausstattung an Gütern für den zukünftigen Haushalt angesammelt hatten. Diese als Aussteuer bezeichneten Güter bestanden häufig aus hochwertigen Heimtextilien, Essgeschirren und anderen im Haushalt benötigten Gegenständen, die meist in Form von Geschenken erworben und bis zur eigenen Heirat aufbewahrt wurden. Der Wortbestandteil -steuer leitet sich ab vom althochdeutschen stiura „Hilfe, Beihilfe“. Die Menge und Qualität („Aussteuerqualität“) der Aussteuer sollte bei entsprechenden finanziellen Möglichkeiten bis ins hohe Alter ausreichen. Diese Tradition verlor im Laufe des 20. Jahrhunderts an Bedeutung und wird in der Gegenwart vereinzelt praktiziert.

## Arten
Der britische Ethnologe Jack Goody unterschied 1973 zwischen direkter und indirekter Mitgift: Die direkte Mitgift wird von der Verwandtschaft der Braut (meistens ihren Eltern) bezahlt, während die weniger verbreitete indirekte Mitgift von der Familie des Bräutigams aufgebracht wird.
Der römische Geschichtsschreiber Tacitus beschreibt um 100 n. Chr. in seinem Werk Germania die Heiratssitten der Germanen: Die Mitgift bringe nicht die Ehefrau dem Ehemann zu, sondern er ihr, nämlich Rinder und ein gezäumtes Pferd sowie einen Schild mitsamt germanischer Lanze und Schwert. Eltern und Verwandte prüften die Geschenke, woraufhin der Ehemann seine Frau in Empfang nehme; auch sie übergebe dem Mann irgendetwas an Waffen.
Andere Heiratsgabensysteme
Das Gegenstück zur Mitgift ist die „Widerlage“: Vermögensbestandteile, die von der Seite des Ehemannes in das eheliche Vermögen eingebracht werden und vor allem der Witwenabsicherung dienen. Auch die „Morgengabe“ geht vom Ehemann oder seiner Familie direkt an die Braut und steht zu ihrer freien Verfügung; traditionell wurde sie am Morgen nach der Hochzeitsnacht gezahlt.
Während die Mitgift dem jungen Ehepaar zugutekommt, wird ein „Brautgeld“ (Brautpreis) vor der Hochzeit vom Bräutigam an den Vater oder die Familie der Braut gezahlt.

## Zweck
Die Mitgift soll dem (jungen) Ehepaar einen eigenen Haushalt ermöglichen. Falls der Ehemann stirbt, dient sie seiner Witwe zur finanziellen Absicherung.
In Gesellschaften, die Töchter aus der Linie der Vererbung ausschließen (siehe Patrilinearität), kann die Mitgift auch als vorgezogenes Erbe angesehen werden.

## Soziale und kulturelle Auswirkungen
Die Höhe der Mitgift richtet sich vor allem nach der sozialen Stellung des Bräutigams, wodurch Frauen niederer sozialer Schichten effektiv daran gehindert werden, in höhere Schichten einzuheiraten, ohne dass es dafür expliziter Verbote bedarf.
Außer für die Ehefrauen selbst ist diese Entwicklung auch für die Gesellschaft insgesamt problematisch, da Töchter wegen der für sie aufzubringenden Mitgift in vielen Familien als existenzielles Armutsrisiko gesehen werden. Dies führt dazu, dass weibliche Föten nach einer pränatalen Geschlechtsbestimmung häufig abgetrieben werden (siehe Geschlechtsselektive Abtreibung). So liegt inzwischen in einigen Landstrichen Süd- und Ostasiens das Verhältnis von Männern zu Frauen bei 10:7. Es ergibt sich eine demographisch ungünstige Entwicklung.
In Zentralfrankreich des 18. Jahrhunderts fiel bei Tod der Ehefrau die Mitgift an die Eltern der Frau zurück, was den Witwer oft ruinierte. Viele Männer verzichteten daher von vornherein auf eine Heirat, wodurch wiederum gerade Frauen aus den begüterten Mittelschichten unverheiratet und kinderlos blieben, während arme Frauen und Männer ohne Rücksicht auf solche Kalküle heiraten konnten.

## Geschichte
Der Brauch der Mitgift war in vielen Teilen der Welt verbreitet, besonders in Europa im römischen Dotalrecht (von dos „Mitgift“). Ausführlich beschrieben wird das Dotalrecht beim klassischen Juristen der frühen Kaiserzeit, Masurius Sabinus, Mitbegründer einer bedeutenden Rechtsschule, in dessen Werk libri tres iuris civilis. Auch Gaius widmete sich dem Thema in seinen Institutionen. Darauf griff Justinian I. in der Spätantike zurück. Verbreitung fand der Brauch auch in Afrika und Indien. Schon im Codex Hammurapi, einer rund 3700 Jahre alten Gesetzessammlung, wurde die Mitgift geregelt. Noch bis ins frühe 20. Jahrhundert konnte sich in Deutschland die Sitte halten, wonach junge Mädchen eine als Aussteuer bezeichnete Ausstattung an Wäsche und Gebrauchstextilien erhielten, die häufig in einer besonderen Truhe oder einem Schrank (beschriftet mit dem Namen der Brautleute) übergeben wurde.
Während sie in Europa heute praktisch nicht mehr üblich ist, hat sich die Mitgift in anderen Teilen der Welt erhalten.

## Rechtliche Lage

### Deutschland
Im alten Familienrecht des BGB war die Aussteuer in § 1620 ff BGB geregelt. Der Vater war verpflichtet, einer Tochter im Falle ihrer Verheiratung zur Einrichtung des Haushalts eine angemessene Aussteuer zu gewähren, soweit er bei Berücksichtigung seiner sonstigen Verpflichtungen ohne Gefährdung seines standesgemäßen Unterhalts dazu im Stande war und nicht die Tochter ein zur Beschaffung der Aussteuer ausreichendes Vermögen hatte. Die gleiche Verpflichtung traf die Mutter, wenn der Vater zur Gewährung der Aussteuer außer Stande oder wenn er gestorben war. Der Vater und die Mutter konnten die Aussteuer verweigern, wenn sich die Tochter ohne die erforderliche elterliche Einwilligung verheiratet oder die Tochter sich einer Verfehlung schuldig gemacht hatte, die den Verpflichteten berechtigt, ihr den Pflichtteil zu entziehen. Die Tochter konnte zudem eine Aussteuer nicht verlangen, wenn sie für eine frühere Ehe von dem Vater oder der Mutter eine Aussteuer erhalten hatte.
Da in armen Familien die angemessene Aussteuer oft gering war oder Eltern nicht im Stande waren, eine Aussteuer zu leisten, war es auch Brauch, dass Töchter durch eigene Handarbeiten zu ihrer Aussteuer durch Herstellung von Decken, Tüchern usw. selbst beitrugen oder für ihre Aussteuer sparten.  
Neben der Aussteuer bestand und besteht noch die Ausstattung des Kindes. Die Ausstattung ist eine Zuwendung aus dem Elternvermögen anlässlich der Verheiratung oder Existenzgründung (§ 1624 BGB). Es gibt keinen einklagbaren Anspruch. Im Regelfall ist eine Ausstattung im Erbfall ausgleichungspflichtig (§ 2050 BGB). Die Ausstattung ist somit als ein vorgezogenes Erbe anzusehen. Einem rechtlichen Betreuer kann die Gewährung einer Ausstattung durch das Betreuungsgericht gestattet werden (§ 1854 Nr. 8 BGB).

### Österreich
Nach den §§ 1220 ff. im ABGB haben Eltern oder Großeltern, sofern ein Kind kein eigenes, zu einer angemessenen Ausstattung hinlängliches Vermögen besitzt, nach den Grundsätzen, nach denen sie für den Unterhalt der Kinder zu sorgen hätten, den Kindern oder Enkelkindern bei ihrer Verehelichung eine Ausstattung zu geben oder dazu verhältnismäßig beizutragen.

### Liechtenstein
In Liechtenstein wurden die Bestimmungen des österreichischen ABGB in §§ 1220 ff. des FL-ABGB übernommen.